# Josh Hamilton
Joshua C. 'Josh' Hamilton (New York, 9 juni 1969) is een Amerikaans acteur.

## Biografie
Hamilton heeft gestudeerd aan de Brown-universiteit in Providence (Rhode Island) in theaterwetenschap.

## Filmografie

### Films
Selectie:
- 2023: Maestro - als John Gruen
- 2023: Reality - als agent Garrick
- 2021: The Map of Tiny Perfect Things - als Daniel
- 2018: Eighth Grade - als Mark Day
- 2018: Blaze - als Zee
- 2017: The Meyerowitz Stories - als vriend van Loretta
- 2016: Manchester by the Sea - als Wes (advocaat van Joe)
- 2015: Experimenter - als Tom Shannon
- 2013: The Wait - als vader van Sammy
- 2013: Dark Skies – als Daniel
- 2011: J. Edgar – als Robert Irwin
- 2011: Margaret – als Victor
- 2011: The Wait – als vader van Sammy
- 2009: Away We Go – als Roderick
- 2006: Outsourced – als Todd Anderson
- 2002: The Bourne Identity – als research techneut
- 2002: Ice Age – als Dodo / Aardvark (stemmen)
- 1993: Alive – als Roberto Canessa
- 1988: Another Woman – als vriend van Laura

### Televisieseries
Uitgezonderd eenmalige gastrollen.
- 2023 The Last Thing He Told Me - als Charlie Smith - 3 afl.
- 2021 - 2022 The Walking Dead - als Lance Hornsby - 20 afl.
- 2017 - 2020 13 Reasons Why - als Matt Jensen - 35 afl.
- 2019 - 2020 Ray Donovan - als Kevin Sullivan - 5 afl.
- 2019 Mrs. Fletcher - als Ted - 4 afl.
- 2018 Sweetbitter - als Fred - 2 afl.
- 2015 Madam Secretary - als Arthur Gilroy - 5 afl.
- 2014 Gracepoint - als Joe Miller - 10 afl.
- 2013 American Horror Story - als Hank Foxx - 7 afl.
- 2001 – 2002 Third Watch – als dr. Thomas – 6 afl.
- 1986 – 1987 The Lawrenceville Stories – als Lovely – 3 afl.

## Theaterwerk opBroadway
- 2014 - 2015 The Real Thing - als Max
- 2012 – 2013 Dead Accounts – als Phil
- 2007 The Coast of Utopia [Part 3 – Salvage] – als Nicholas Ogarev
- 2006 – 2007 The Coast of Utopia [Part 2 – Shipwreck] – als Nicholas Ogarev
- 2006 – 2007 The Coast of Utopia [Part 1 – Voyage] – als Nichola Ogarev
- 2000 – 2003 Proof – als Hal (understudy)
- 1983 – 1986 Brighton Beach Memoirs – als Eugene Jerome (understudy)

- Bibsys: 7000278
- Biblioteca Nacional de España: XX1361015
- Bibliothèque nationale de France: cb140562718 (data)
- Catàleg d'autoritats de noms i títols de Catalunya: 981058508530006706
- Gemeinsame Normdatei: 1035254891
- International Standard Name Identifier: 0000 0000 4660 0395
- Library of Congress Control Number: no97003180
- Nationale Bibliotheek van Tsjechië: pna2006327277
- Nationale Bibliotheek van Israël: 987007444331505171
- Nationale Bibliotheek van Polen: a0000002964522
- Nederlandse Thesaurus van Auteursnamen: 24068303X
- Système universitaire de documentation: 139432744
- Virtual International Authority File: 46361745
- WorldCat: E39PBJmtxBQQHYmpB8MK9pWbh3